# Tourves
Tourves es una comuna francesa situada en el departamento de Var, en la región de Provenza-Alpes-Costa Azul.

## Demografía
| 1562 | 1648 | 1844 | 2137 | 2788 | 3428 | 5042 |
| Para los censos de 1962 a 1999 la población legal corresponde a la población sin duplicidades (Fuente: INSEE [Consultar]) |      |      |      |      |      |      |